# 하단역 (부산)
하단(아트몰링)역(Hadan(Artsmoling)Station, 下端驛)은 대한민국 부산광역시 사하구 하단동에 있는 부산 도시철도 1호선의 전철역이다. 이 역부터 교대역까지 지하 구간이다. 괴정천 하저터널로 신평역과 연결된다.

## 역사
- 1994년 6월 23일 : 서대신~신평 간 연장구간 개통으로 인해 중간역으로 영업 개시
- 2009년 1월 10일 : 부역명 동아대앞 삭제
- 2011년 1월 1일 : 부역명 부산본병원 부기
- 2017년 1월 1일 : 부역명 부산본병원 삭제
- 2018년 5월 21일 : 부역명 아트몰링 부기

## 개요
인근에 동아대학교 승학캠퍼스와 을숙도가 있으며, 추후 부산 도시철도 5호선이 개통되면 환승역이 될 예정이다. 동아대학교 승학캠퍼스와 가까워 한 때 부역명은 동아대앞(東亞大앞)이었으나, 2009년 1월 10일에 부역명 유상 판매 정책에 따라 부역명이 삭제되었다가 2013년에 다른 부역명 부산본병원이 부기되었으나, 2017년 1월 1일에 부산본병원 부역명은 삭제되고, 5월 21일에 다른 부역명 아트몰링(Art Malling)이 부기되었다. 이 역에서 강서구 방향 버스 노선이 운행하고 있다. 이 역에 내려서 강서구 방향 시내버스를 타고 약 3분 정도 가면 을숙도로 갈 수 있다. 을숙도까지 도보로는 15분 정도 소요된다. 이 역은 경상남도 거제시, 김해시 장유동, 명지동, 사상구 엄궁동, 학장동 등 부산광역시의 서부권 지역과 사상주택단지로 갈 수 있는 부산 서남부권 교통의 요충지에 있기 때문에 이용률이 매우 높다. 이 역에서 거제시로 가려면 급행 2000번 연초 버스로, 김해시 장유동 일대로 가려면 간선 220번 버스로 환승하면 된다.

## 역 구조
2면 2선의 상대식 승강장이 있는 지하역이다. 스크린도어가 설치되어 있다. 출구는 12개다. 1~10·12번 출구는 하단동에 있고, 11번 출구는 당리동에 있다.
- 반대편횡단: 불가능

### 승강장
| 신평 ↑ |
| \| 상  |
| ↓ 당리 |

| 상행 | ● 부산 도시철도 1호선 | 신평·다대포해수욕장 방면 |
| 하행 | ● 부산 도시철도 1호선 | 부산역·서면·노포 방면    |

- 반대편 승강장으로 이동이 불가능하다.

## 역 주변
- 동아대학교 승학캠퍼스
- 에덴공원
- 부산여자고등학교
- 을숙도초등학교
- 을숙도 방면
- 낙동강 하굿둑
- 건국중학교
- 건국고등학교
- 하단중학교
- 현대가락타운
- 부산본병원
- 하단초등학교
- 하단1동 행정복지센터
- 하단대진아파트
- 아트몰링

## 문학 속의 하단역
- 강경주 시인이 쓴 다음은 하단역이라는 시가 있다.

| “ | (전략) 내 정처없는 여행의 맨 아래쪽 끝 / 다음은 하단역 거기에 누가 손 흔들며 소리쳐 나를 부르고 있을까 몰라 | ” |

## 승차량 변동
하단 교차로에 역이 있고, 부산광역시 사하구에서 유동인구가 가장 많은 하단동에 역이 있어서, 부산 도시철도 1호선의 사하구에 있는 역들 중 이용객 수가 가장 많다.
또한 이 역에서 강서구, 경상남도 거제시, 김해시 장유동 일대로 가는 시내버스의 환승 수요도 많아서 이용률이 매우 높다.
| 노선  | 승차 인원 | 승차 인원 | 승차 인원 | 승차 인원 | 승차 인원 | 승차 인원 | 승차 인원 | 주 석 |
| 노선  | 2002년    | 2003년    | 2004년    | 2005년    | 2006년    | 2007년    | 2008년    | 주 석 |
| ----- | --------- | --------- | --------- | --------- | --------- | --------- | --------- | ----- |
| 1호선 | 15054     | 14575     | 14410     | 13673     | 12460     | 11824     | 12666     | [ 1 ] |
| 노선  | 2009년    | 2010년    | 2011년    | 2012년    | 2013년    | 2014년    | 2015년    |       |
| 1호선 | 12753     | 13644     | 14933     | 15169     | 15295     | 16292     | 16483     | [ 1 ] |

## 인접한 역
| 부산 도시철도 1호선          | 부산 도시철도 1호선   | 부산 도시철도 1호선 |
| ---------------------------- | --------------------- | ------------------- |
| 101 신평 다대포해수욕장 방면 | ● 부산 도시철도 1호선 | 103 당리 노포 방면  |